# Ludia apora
Ludia apora är en fjärilsart som beskrevs av Jordan 1922. Ludia apora ingår i släktet Ludia och familjen påfågelsspinnare. Inga underarter finns listade i Catalogue of Life.